# 黇鹿
黇鹿（学名：Dama dama）是鹿科的一种反刍动物，原先僅分布於歐洲地區，之後被陸續引進至安地卡及巴布達、阿根廷、南非、比奧科島、聖多美、馬達加斯加、模里西斯、馬約特、留尼旺、塞席爾、科摩羅群島、摩洛哥、阿爾及利亞、突尼西亞、賽普勒斯、以色列、維德角、黎巴嫩、澳洲、紐西蘭、加拿大、美國、福克蘭群島與祕魯。目前生活在西亚的波斯黇鹿（D. mesopotamica）即为其近亲，但有時候視為是黇鹿的亞種（D. d. mesopotamica）。

## 描述

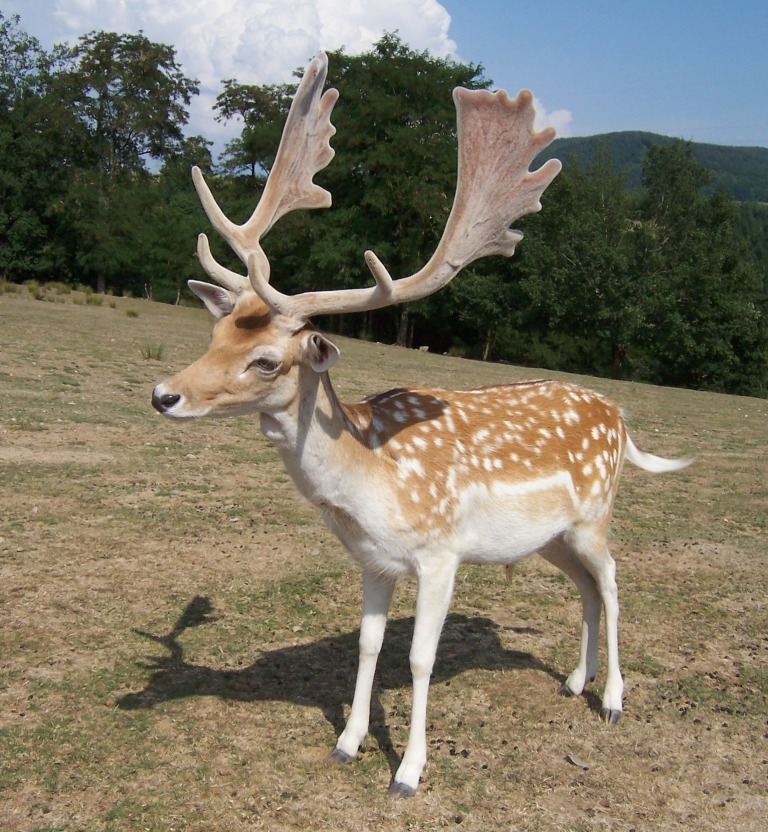
雄鹿

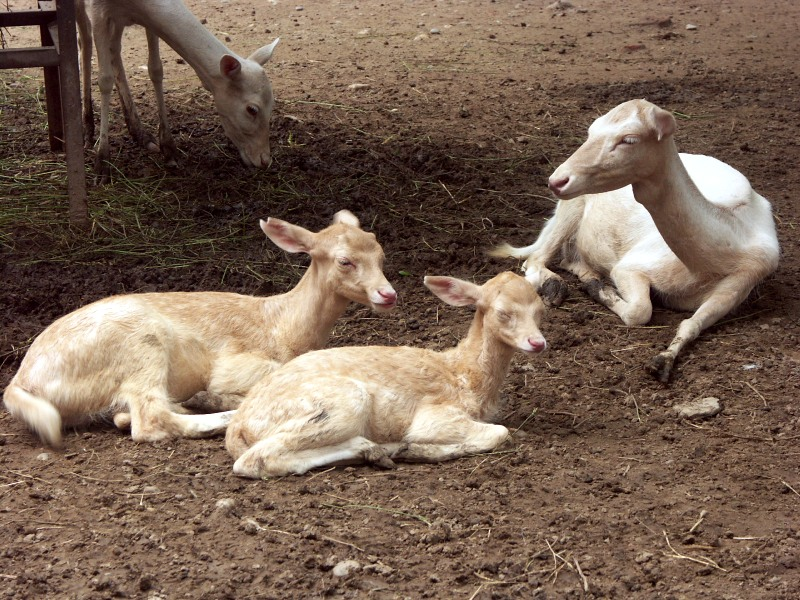
北京动物园的白黇鹿

公黇鹿体长 140—160 cm（55—63英寸），肩高 85—95 cm（33—37英寸），体重 60—100（130—220磅），最大型的雄鹿體長可超過 190 cm（75英寸），體重則能超過 150（330磅）；母黇鹿略小，体长 130—150 cm（51—59英寸），肩高 75—85 cm（30—33英寸），体重 30—50（66—110磅）。小黇鹿一般在春季出生，出生时体长 30 cm（12英寸），体重 4.5（9.9磅）。黇鹿的寿命约为 12-16 年。只有公黇鹿长有鹿角。在罗马时代，黇鹿逐渐扩展到中欧。目前世界很多地区都有驯养的黇鹿。
普通的黇鹿身上长有斑点，易与梅花鹿混淆。黇鹿一般栖息于混杂的林地和开放的草地。发情期的公黇鹿会拓宽地盘，母黇鹿则会加入其中，种群数量最多时可达150头。
黇鹿是歐洲僅有的兩種鹿之一（另一種是欧洲马鹿）。